# Гулевич Валерій
Валерій Гуле́вич (нар. 1861, Львівщина — пом. 1896, Львів) — український актор і хореограф.

## З життєпису
Народився 1861 року на території сучасної Львівської області України. З 1880 по 1895 рік працював у Руському народному театрі у Львові. Виконав ролі:
- Степан («Мартин Боруля» Івана Карпенка-Карого);
- Божейко («Шляхта ходачкова» Григорія Цеглінського).

Поставив хореографічні сцени у виставах:
- «Запорожець за Дунаєм» Семена Гулака-Артемовського;
- «Різдвяна ніч» і «Чорноморці» Миколи Лисенка;
- «Вечорниці» Петра Ніщинського.

Виступав як танцюрист у концертах.
Помер у Львові у 1896 році.